# Malthinus complexus
Malthinus complexus es una especie de coleóptero de la familia Cantharidae.

## Distribución geográfica
Habita en Turquía.